# Historia de Apple Inc.

Logotipo actual de Apple Inc., presentado en 1998, descontinuado en 2000 y restablecido en 2014

Apple Inc., originalmente llamada Apple Computer, Inc., es una corporación multinacional que crea y comercializa productos electrónicos de consumo y software informático asociado, y es un distribuidor digital de contenido multimedia. Las principales líneas de productos de Apple son el teléfono inteligente iPhone, la tableta iPad y la computadora personal Macintosh . La empresa ofrece sus productos en línea y tiene una cadena de tiendas minoristas conocida como Apple Stores. Los fundadores Steve Jobs, Steve Wozniak y Ronald Wayne crearon Apple Computer Co. el 1 de abril de 1976 para comercializar la computadora de escritorio Apple I de Wozniak, y Jobs y Wozniak incorporaron la empresa el 3 de enero de 1977, en Cupertino, California.
Durante más de tres décadas, Apple Computer fue predominantemente un fabricante de computadoras personales, incluidas las líneas Apple II, Macintosh y Power Mac, pero enfrentó ventas difíciles y una baja participación de mercado durante la década de 1990. Jobs, que había sido expulsado de la empresa en 1985, regresó a Apple en 1997 después de que Apple comprara su empresa NeXT. Al año siguiente se convirtió en director general interino de la empresa, que más tarde se convirtió en permanente. Posteriormente, Jobs inculcó una nueva filosofía corporativa de productos reconocibles y diseño simple, comenzando con el iMac original en 1998.
Con la introducción del exitoso reproductor de música iPod en 2001 y la iTunes Music Store en 2003, Apple se estableció como líder en las industrias de electrónica de consumo y ventas de medios, lo que llevó a eliminar "Computadora" del nombre de la empresa en 2007. La compañía también es conocida por su gama iOS de productos de teléfonos inteligentes, reproductores multimedia y tabletas que comenzó con el iPhone, seguido por el iPod Touch y luego el iPad. Al 30 de junio de 2015, Apple era la corporación que cotiza en bolsa más grande del mundo por capitalización de mercado, con un valor estimado de US $ 1 billón al 2 de agosto de 2018. Los ingresos anuales mundiales de Apple en 2010 ascendieron a 65 000 millones de USD, aumentando a 127 800 millones de USD en 2011 y 156 000 millones de USD en 2012.

## 1971-1985: trabajos y Wozniak

### Prefundación

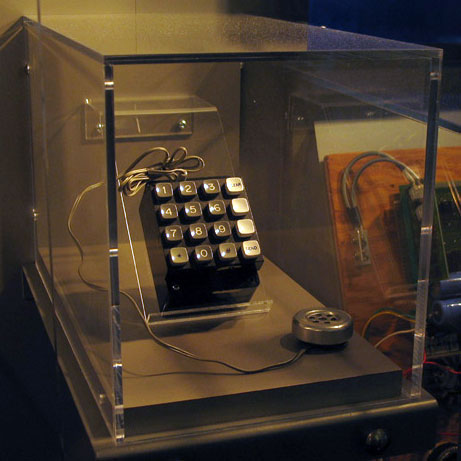
La "Bluebox" de Steve Wozniak en el Museo de Historia de la Computación

Steve Jobs y Steve Wozniak, conocidos colectivamente como "los dos Steves", se conocieron por primera vez a mediados de 1971, cuando su amigo en común Bill Fernandez presentó a Wozniak, de 21 años, a Jobs, de 16. Su primera asociación comercial comenzó en el otoño de ese año cuando Wozniak, un ingeniero electrónico autodidacta, leyó un artículo en la revista Esquire que describía un dispositivo que podía realizar llamadas telefónicas de larga distancia gratuitas emitiendo un tono específico. chirridos Wozniak comenzó a construir sus “blue boxes” originales, que probó llamando a la Ciudad del Vaticano haciéndose pasar por Henry Kissinger queriendo hablar con el Papa. Jobs logró vender unas doscientas cajas azules a $150 cada una y dividió las ganancias con Wozniak. Más tarde, Jobs le dijo a su biógrafo que si no hubiera sido por las cajas azules de Wozniak, "no habría existido Apple".
Para 1972, Jobs se había retirado de Reed College y Wozniak de UC Berkeley. Wozniak diseñó una terminal de video que podía usar para iniciar sesión en las minicomputadoras de Call Computer. Alex Kamradt encargó el diseño y vendió una pequeña cantidad de ellos a través de su firma. Aparte de su interés en la tecnología actualizada, el ímpetu de los dos Steves parece haber tenido otra fuente. En su ensayo From Satori to Silicon Valley (publicado en 1986), el historiador cultural Theodore Roszak señaló que Apple Computer surgió dentro de la contracultura de la costa oeste y la necesidad de producir impresiones, etiquetas de letras y bases de datos. Roszak ofrece un poco de información sobre el desarrollo de los modelos prototipo de los dos Steves.
En 1975, los dos Steve comenzaron a asistir a las reuniones del Homebrew Computer Club. Las nuevas microcomputadoras como la Altair 8800 y la IMSAI inspiraron a Wozniak a construir un microprocesador en su terminal de video y tener una computadora completa. En ese momento, las únicas CPU de microcomputadora generalmente disponibles eran la Intel 8080 de $179 (equivalente a $901 en 2021), y el Motorola 6800 de $170 (equivalente a $856 en 2021). Wozniak prefería el 6800, pero ambos estaban fuera de su rango de precios. Así que observó, aprendió y diseñó computadoras en papel, esperando el día en que pudiera pagar una CPU.
Cuando MOS Technology lanzó su Chip 6502 de $20 (equivalente a $95 en 2021) en 1976, Wozniak escribió una versión de BASIC para él y luego comenzó a diseñar una computadora para que se ejecutara. El 6502 fue diseñado por las mismas personas que diseñaron el 6800, ya que muchos en Silicon Valley dejaron los empleadores para formar sus propias empresas. La computadora de papel 6800 anterior de Wozniak solo necesitaba cambios menores para funcionar con el nuevo chip.
El 1 de marzo de 1976, Wozniak completó la máquina y la llevó a una reunión del Homebrew Computer Club para mostrarla. Cuando Jobs vio la computadora de Wozniak, que luego se convirtió en la Apple I, inmediatamente se interesó en su potencial comercial. Inicialmente, Wozniak tenía la intención de compartir esquemas de la máquina de forma gratuita, pero Jobs insistió en que, en su lugar, deberían construir y vender placas de circuito impreso para la computadora. Wozniak originalmente ofreció el diseño a Hewlett-Packard (HP), donde trabajaba en ese momento, pero la empresa se lo negó en cinco ocasiones. Jobs finalmente convenció a Wozniak para que hicieran negocios juntos y comenzaran una nueva empresa propia. Con el fin de recaudar el dinero que necesitaban para producir el primer lote de placas de circuito impreso, Jobs vendió su minibús Volkswagen Tipo 2 por unos pocos cientos de dólares, y Wozniak su calculadora programable HP-65 por $500.

### Apple I y formación de la empresa
El 1 de abril de 1976, Steve Jobs, Steve Wozniak y Ronald Wayne fundaron Apple Computer Company. La empresa se registró como una sociedad comercial de California. Wayne, que trabajó en Atari como dibujante jefe, se convirtió en cofundador a cambio de una participación del 10%. Wayne era tímido debido al fracaso de su propia empresa cuatro años antes. El 12 de abril, menos de dos semanas después de la formación de la empresa, Wayne dejó Apple y vendió su participación del 10% a los dos Steve por 800 dólares.

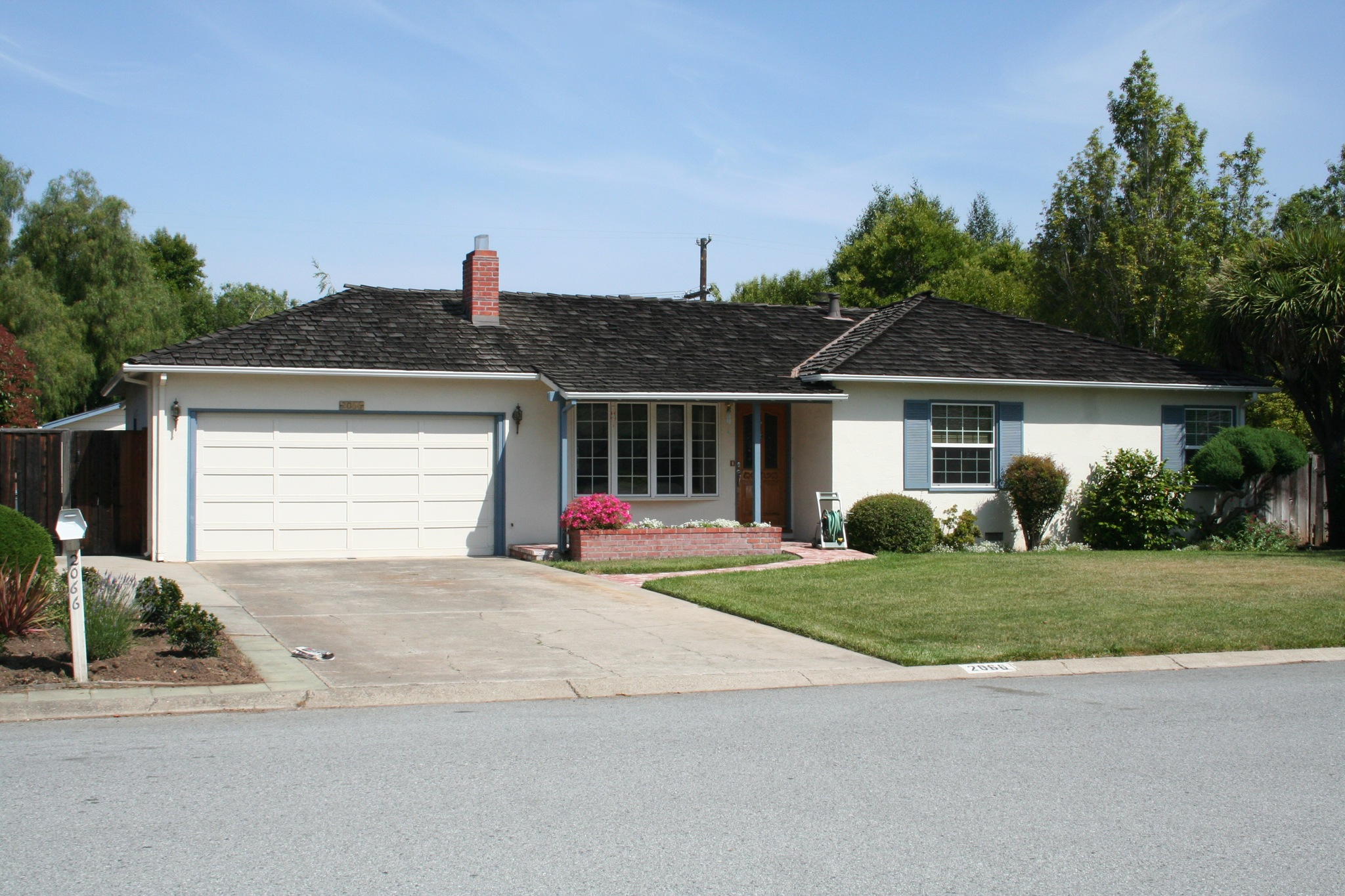
La casa de los padres de Steve Jobs en Crist Drive en Los Altos, California, donde Apple inició sus operaciones. El trabajo inicial tuvo lugar en su dormitorio y luego se trasladó al garaje de la casa.

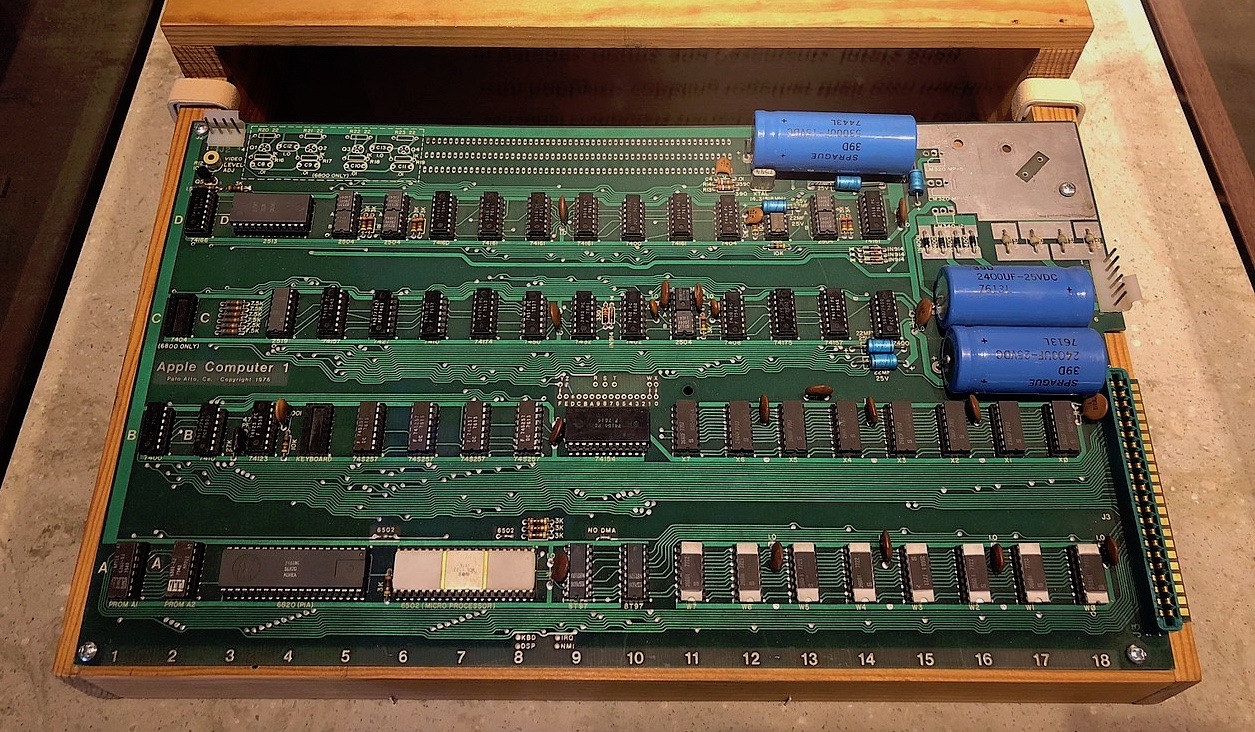
El diseño Apple I de Wozniak se vendió como una placa de circuito ensamblada y carecía de características básicas como teclado, monitor y estuche.

Según Wozniak, Jobs propuso el nombre “Apple Computer” cuando acababa de regresar de All-One Farm de Robert Friedland en Oregón. Jobs le dijo a Walter Isaacson que estaba "en una de mis dietas frugívoras", cuando concibió el nombre y pensó que "sonaba divertido, enérgico y no intimidante... además, nos pondría por delante de Atari en el directorio telefónico."
Los dos Steves hicieron un último viaje al Homebrew Computer Club y demostraron Apple I (AKA: The Apple Computer). Paul Terrell, que operaba la cadena de tiendas de informática Byte Shop, quedó impresionado, y les dio a los dos Steve su tarjeta, pidiéndoles que se mantuvieran en contacto. Al día siguiente, Jobs visitó a Terrell en la tienda Byte Shop de Mountain View y trató de venderle las placas de circuito desnudas para el Apple I. Terrell dijo que solo estaba interesado en comprar la máquina completamente ensamblada y que ordenaría 50 computadoras ensambladas y pagaría US$500 cada una contra entrega (equivalente a $2,400 en 2021). Jobs llevó la orden de compra de Byte Shop al distribuidor nacional de piezas electrónicas Cramer Electronics y ordenó los componentes necesarios. Cuando el gerente de crédito le preguntó cómo pagaría las piezas, Jobs respondió: "Tengo esta orden de compra de la cadena de tiendas de computadoras Byte Shop para 50 de mis computadoras y las condiciones de pago son COD. Si me da las piezas en términos netos de 30 días, puedo construir y entregar las computadoras en ese período de tiempo, cobrar mi dinero de Terrell en Byte Shop y pagarle".
Para verificar la orden de compra, el gerente de crédito llamó a Paul Terrell, quien le aseguró que si aparecían las computadoras, Jobs tendría dinero más que suficiente para la orden de piezas. Los dos Steves y su pequeño equipo pasaron día y noche construyendo y probando las computadoras, y las entregaron a Terrell a tiempo. Terrell se sorprendió al recibir un lote de placas de circuito ensambladas, ya que esperaba computadoras completas con una carcasa, un monitor y un teclado. No obstante, cumplió su palabra y pagó a los dos Steves el dinero prometido.
El Apple I salió a la venta en julio de 1976 como una placa de circuito ensamblada con un precio minorista de $ 666,66. Wozniak dijo más tarde que no tenía idea de la relación entre el número y la marca de la bestia, y que se le ocurrió el precio porque le gustaba repetir dígitos. Finalmente, se vendieron unas 200 unidades del Apple I.
La computadora Apple I tenía algunas características notables, incluido el uso de una pantalla de TV, mientras que muchas máquinas no tenían ninguna pantalla. Esto no era como las pantallas de las máquinas posteriores; el texto se mostraba a 60 caracteres por segundo, aún más rápido que las teleimpresoras de las máquinas contemporáneas de esa época. La máquina tenía un código de arranque en la ROM, lo que facilitaba la puesta en marcha. Ante la insistencia de Paul Terrell, Wozniak diseñó una interfaz de casete para cargar y guardar programas, al entonces rápido ritmo de 1200 bit/s. La máquina simple fue una obra maestra del diseño que utilizaba muchas menos piezas que cualquier otra máquina de su clase y le valió a Wozniak su reputación como diseñador.
Jobs buscó inversiones para expandir el negocio, pero los bancos se mostraron reacios a prestarle dinero; la idea de una computadora para la gente común parecía absurda en ese momento. En agosto de 1976, Jobs se acercó a su antiguo jefe en Atari, Nolan Bushnell, quien le recomendó reunirse con Don Valentine, el fundador de Sequoia Capital. Valentine no estaba interesado en financiar a Apple, pero a su vez le presentó a Jobs a Mike Markkula, un millonario que había trabajado con él en Fairchild Semiconductor. Markkula vio un gran potencial en los dos Steves y se convirtió en un inversor ángel de su empresa. Invirtió $ 92,000 en Apple de su propiedad mientras aseguraba $ 250,000 (equivalente a $1,190,000 en 2021) línea de crédito de Bank of America. A cambio, Markkula recibió una participación de un tercio en Apple. Apple Computer, Inc. se incorporó el 3 de enero de 1977. La nueva corporación compró la sociedad que los dos Steves habían formado nueve meses antes.
En febrero de 1977, Markkula reclutó a Michael Scott de National Semiconductor para que se desempeñara como el primer presidente y director ejecutivo de Apple Computer, ya que los dos Steves no tenían la experiencia suficiente y él no estaba interesado en ocupar ese puesto. Ese mismo mes, Wozniak renunció a su trabajo en Hewlett-Packard para trabajar a tiempo completo para Apple.

### Apple II
Casi tan pronto como Apple comenzó a vender sus primeras computadoras, Wozniak dejó atrás la Apple I y comenzó a diseñar una computadora muy mejorada: la Apple II. Wozniak completó un prototipo funcional de la nueva máquina en agosto de 1976. Los dos Steves presentaron la computadora Apple II al público en la primera Feria de Computadoras de la Costa Oeste el 16 y 17 de abril de 1977. El primer día de la exhibición, Jobs le presentó el Apple II a un químico japonés llamado Toshio Mizushima, quien se convirtió en el primer distribuidor autorizado de Apple en Japón. En la edición de mayo de 1977 de Byte, Wozniak dijo sobre el diseño de Apple II: "Para mí, una computadora personal debe ser pequeña, confiable, fácil de usar y económica".
El Apple II salió a la venta el 10 de junio de 1977, con un precio de venta al público de 1.298 dólares. La principal diferencia interna de la computadora con respecto a su predecesora era una interfaz de TV completamente rediseñada, que mantenía la pantalla en la memoria. Ahora no solo es útil para la visualización de texto simple, el Apple II incluye gráficos y, a veces, color. Durante el desarrollo del Apple II, Jobs presionó por una carcasa de plástico bien diseñada y un teclado incorporado, con la idea de que la máquina debería estar completamente empaquetada y lista para funcionar desde el primer momento. Este fue casi el caso de las computadoras Apple I, pero aún era necesario conectar varias partes y escribir el código para ejecutar BASIC. Jobs quería que la carcasa del Apple II fuera "simple y elegante" y contrató a un diseñador industrial llamado Jerry Manock para que produjera ese diseño de carcasa. El empleado #5 de Apple, Rod Holt, desarrolló la fuente de alimentación conmutada.
Si bien los primeros modelos de Apple II utilizan cintas de casete ordinarias como dispositivos de almacenamiento, fueron reemplazados en 1978 por la introducción de una unidad de disquete de 5 1⁄4 pulgadas e interfaz denominada Disk II. El sistema Disk II fue diseñado por Wozniak y lanzado con un precio minorista de $ 495.
En 1979, el Apple II fue elegido para ser la plataforma de escritorio de la primera "aplicación asesina" del mundo de los negocios: VisiCalc, una hoja de cálculo. Tan importante que Apple II se convirtió en lo que John Markoff describió como un "accesorio VisiCalc", la aplicación creó un mercado comercial para la computadora y les dio a los usuarios domésticos una razón adicional para comprarla: compatibilidad con la oficina. Antes de VisiCalc, Apple había sido un distante tercer competidor de Commodore y Tandy.
La Apple II fue una de las tres computadoras "Trinity de 1977" generalmente acreditadas con la creación del mercado de computadoras domésticas (las otras dos son la Commodore PET y la Tandy Corporation TRS-80). A partir de entonces, se construyeron varios modelos diferentes de Apple II, incluidos Apple IIe y Apple IIGS, que continuaron en uso público durante casi dos décadas. La serie Apple II vendió alrededor de seis millones de unidades en total antes de que se suspendiera en 1993.

### Apple III

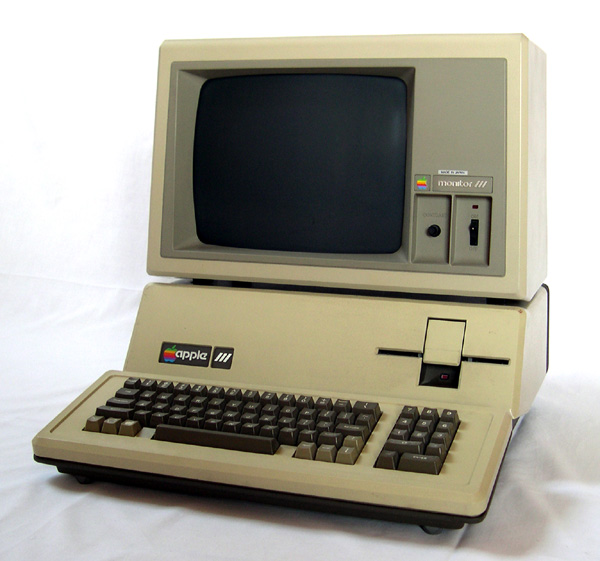
Apple III con Apple Monitor III

Si bien Apple II ya se había establecido como una plataforma comercial exitosa gracias a VisiCalc, la administración de Apple no estaba contenta. El Apple III fue diseñado para enfrentarse al entorno empresarial en un intento de competir con IBM en el mercado informático empresarial y corporativo. El desarrollo del Apple III comenzó a finales de 1978 bajo la dirección de Wendell Sander, y posteriormente fue desarrollado por un comité encabezado por Jobs. El Apple III se anunció por primera vez el 19 de mayo de 1980, con un precio de venta al público que oscilaba entre 4,340 y 7,800 dólares, y se lanzó en noviembre de 1980.
El Apple III era un diseño conservador para la época, sin embargo, Jobs quería que el calor generado por la electrónica se disipara a través del chasis de la máquina en lugar del ventilador de refrigeración más habitual. La carcasa no era suficiente para enfriar los componentes y el Apple III era propenso a sobrecalentarse, lo que provocaba que los chips del circuito integrado se desconectaran de la placa base. A los clientes que se comunicaron con el servicio al cliente de Apple se les dijo que "levantaran las computadoras seis pulgadas en el aire y luego las soltaran", lo que haría que los circuitos integrados volvieran a colocarse en su lugar.
Se retiraron miles de computadoras Apple III. En 1983 se introdujo un nuevo modelo para tratar de corregir los problemas, pero el daño ya estaba hecho.

### Oferta pública inicial de Apple
En la edición de julio de 1980 de Kilobaud Microcomputing, el editor Wayne Green afirmó que "los mejores anuncios para el consumidor que he visto han sido los de Apple. Llaman la atención y deben estar provocando la venta". En agosto, el Financial Times informó que

Apple Computer, el fabricante californiano de rápido crecimiento de computadoras pequeñas para los mercados de consumidores, empresas y educación, planea salir a bolsa a finales de este año. [It] es el mayor fabricante privado de computadoras pequeñas en los EE. UU. Fundada hace unos cinco años como una pequeña empresa de talleres, se ha convertido en el segundo mayor fabricante de computadoras pequeñas, después de la división Radio Shack de la empresa Tandy.

El 12 de diciembre de 1980, Apple (símbolo de cotización "AAPL") salió a bolsa vendiendo 4,6 millones de acciones a $22 por acción ($0.10 por acción cuando se ajustan las divisiones de acciones a 2020  de noviembre del  30), generando más de $100 millones, que fue más capital que cualquier oferta pública inicial desde Ford Motor Company en 1956. Varios capitalistas de riesgo cobraron, cosechando miles de millones en ganancias de capital a largo plazo. Al final del día, las acciones subieron a $29 por acción y se crearon 300 millonarios, incluidos los dos Steve. Alrededor de este tiempo, Wozniak ofreció $10 millones de sus propias acciones a los primeros empleados de Apple, algo que Jobs se negó a hacer. La capitalización de mercado de Apple era de $1.778 mil millones al final de su primer día de cotización.
En enero de 1981, Apple celebró su primera junta de accionistas como empresa pública en el Flint Center, un gran auditorio en el cercano De Anza College (que a menudo se usa para conciertos sinfónicos) para manejar un mayor número de accionistas después de la salida a bolsa. Los asuntos de la reunión se habían planificado de modo que la votación pudiera organizarse en 15 minutos o menos. En la mayoría de los casos, los poderes de voto se recopilan por correo y se cuentan días o meses antes de una reunión. En este caso, después de la salida a bolsa, muchas acciones quedaron en nuevas manos.
Jobs comenzó su discurso preparado, pero después de ser interrumpido por la votación varias veces, abandonó su discurso preparado y pronunció una charla larga y cargada de emociones sobre la traición, la falta de respeto y temas relacionados.

### Competencia de la PC de IBM
En agosto de 1981, Apple se encontraba entre las tres empresas de microcomputadoras más grandes, quizás reemplazando a Radio Shack como líder; los ingresos en la primera mitad del año ya habían superado los $ 118 millones de 1980, e InfoWorld informó que la falta de capacidad de producción estaba limitando el crecimiento. Gracias a VisiCalc, las empresas compraron el 90% de los Apple II; los grandes clientes preferían especialmente a Apple.
IBM ingresó al mercado de computadoras personales ese mes con IBM PC en parte porque no quería productos sin logotipos de IBM en los escritorios de los clientes, pero Apple tenía muchas ventajas. Mientras que IBM comenzó con una microcomputadora, poco hardware o software disponible y un par de cientos de distribuidores, Apple tenía cinco veces más distribuidores en los EE. UU. y una red de distribución internacional establecida. El Apple II tenía una base instalada de más de 250.000 clientes y cientos de desarrolladores independientes ofrecían software y periféricos; estaban disponibles al menos diez bases de datos y diez procesadores de texto, mientras que la PC no tenía bases de datos y un procesador de texto.
Los clientes de la compañía ganaron una reputación de devoción y lealtad. BYTE en 1984 declaró que

Hay dos tipos de personas en el mundo: las personas que dicen que Apple no es solo una empresa, es una causa; y la gente que dice que Apple no es una causa, es solo una empresa. Ambos grupos tienen razón. La naturaleza ha suspendido el principio de no contradicción en lo que respecta a Apple.

Apple es más que una simple empresa porque su fundación tiene algunas de las cualidades del mito... Apple son dos tipos en un garaje que emprenden la misión de llevar el poder de cómputo, una vez reservado para las grandes corporaciones, a personas comunes con presupuestos comunes. El crecimiento de la compañía de dos hombres a una corporación de mil millones de dólares ejemplifica el sueño americano. Incluso como una gran corporación, Apple juega David y Goliath y, por lo tanto, tiene el papel de simpatizante en ese mito.

La revista señaló que la lealtad no fue del todo positiva para Apple; los clientes estaban dispuestos a pasar por alto las fallas reales en sus productos, incluso cuando exigían a la empresa un estándar más alto que el de la competencia. El Apple III fue un ejemplo de su reputación autocrática entre los distribuidores que uno describió como "la arrogancia de Apple". Después de examinar una PC y encontrarla poco impresionante, Apple compró con confianza un anuncio de página completa en The Wall Street Journal con el título "Bienvenido, IBM. En serio". La empresa priorizó el III durante tres años, gastando lo que Wozniak estimó en 100 millones de dólares en marketing e I+D sin mejorar el Apple II para competir con la PC, ya que hacerlo podría perjudicar las ventas del III.
El jefe de Microsoft, Bill Gates, estaba en la sede de Apple el día del anuncio de IBM y luego dijo: "No parecía importarles. Les tomó un año completo darse cuenta de lo que había sucedido". La PC terminó casi por completo con las ventas del III, el producto más comparable de la compañía. El II todavía se vendió bien, siendo Apple el principal fabricante de computadoras en los Estados Unidos, donde se vendieron 7 million de unidades entre 1978 y 1982. Pero en 1983, la PC superó a la Apple II como la computadora personal más vendida. IBM reclutó a los mejores distribuidores de Apple mientras evitaba el mercado gris de descuentos que no les gustaba. El jefe de una cadena minorista dijo: "Parece que IBM tenía una mejor comprensión de por qué Apple II tenía éxito que Apple". Gene Amdahl predijo que Apple sería otra de las muchas "compañías jóvenes impetuosas" que IBM había derrotado.
En 1984, la prensa calificó a las dos compañías de archirrivales, pero IBM tenía $ 4 mil millones en ingresos anuales de PC, más del doble que Apple y tanto como las ventas de esta y las siguientes tres compañías combinadas. Una encuesta de Fortune encontró que el 56% de las empresas estadounidenses con computadoras personales usaban PC de IBM, en comparación con el 16% de Apple. Las pequeñas empresas, las escuelas y algunos hogares se convirtieron en el mercado principal de II.

### Xerox PARC y Lisa

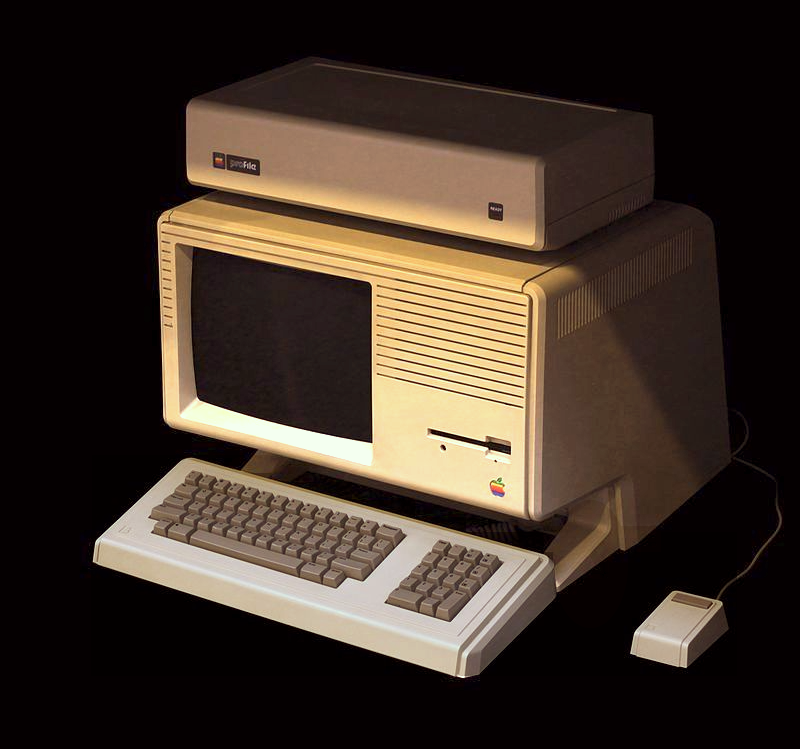
Apple Lisa

La división comercial de Apple Computer se centró en Apple III, otra iteración de la computadora basada en texto. Simultáneamente, el grupo de Lisa trabajó en una nueva máquina que presentaría una interfaz completamente diferente e introduciría las palabras ratón, icono y escritorio en el léxico del público informático. A cambio del derecho a comprar US$1.000.000 de acciones previas a la oferta pública inicial, Xerox otorgó a Apple Computer tres días de acceso a las instalaciones de PARC. Después de visitar PARC, salieron con nuevas ideas que completarían la base de la primera computadora GUI de Apple Computer, la Apple Lisa.
La primera iteración de la interfaz WIMP de Apple fue un disquete donde los archivos se podían mover espacialmente. Después de meses de pruebas de usabilidad, Apple diseñó la interfaz Lisa de ventanas e íconos.
El Lisa fue introducido en 1983 a un costo de US$9,995 (equivalente a $27,200 en 2021). Debido al alto precio, Lisa no logró penetrar en el mercado empresarial.

### Macintosh y el comercial de "1984"

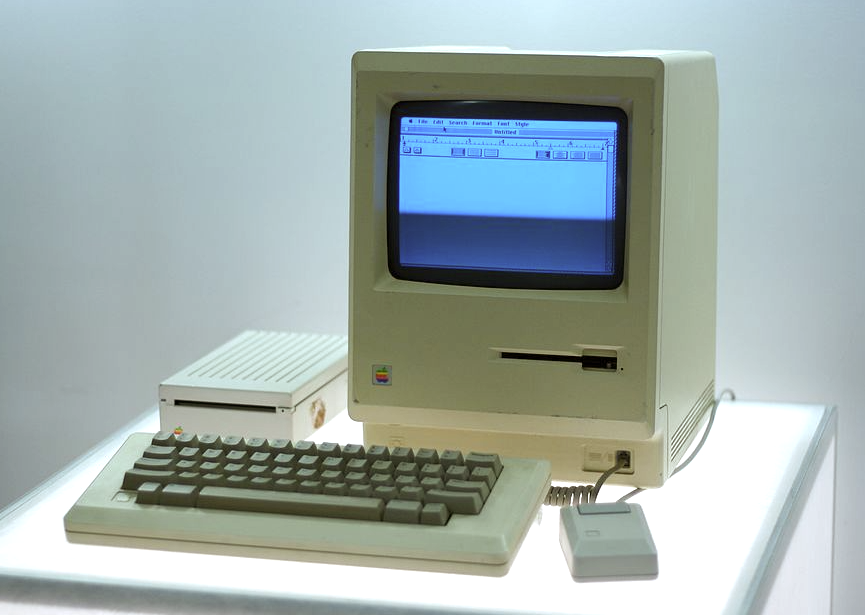
Macintosh 128K

En 1984, los distribuidores de computadoras vieron a Apple como la única alternativa clara a la influencia de IBM; algunos incluso promocionaron sus productos para reducir la dependencia de la PC. La empresa anunció el Macintosh 128k a la prensa en octubre de 1983, seguido de un folleto de 18 páginas incluido con las revistas en diciembre. Su debut fue anunciado por una sola emisión nacional de un comercial de televisión de US$1,5 millones, "1984" (equivalente a $3,900,000 en 2021). Dirigida por Ridley Scott y transmitida durante el tercer cuarto del Super Bowl XVIII el 22 de enero de 1984, se considera un "evento decisivo" y una "obra maestra". El comercial alude a la novela Mil novecientos ochenta y cuatro de George Orwell, que describe un futuro distópico de conformidad forzada. En el comercial, una heroína representa la llegada de Macintosh para salvar a la humanidad, y termina con las palabras: "El 24 de enero, Apple Computer presentará Macintosh. Y verás por qué 1984 no será como 1984”.
El 24 de enero de 1984, Macintosh salió a la venta con un precio de venta al público de 2.495 dólares. Venía con dos aplicaciones diseñadas para mostrar su interfaz: MacWrite y MacPaint. El mismo día, un emocionado Jobs presentó la computadora a una audiencia tremendamente entusiasta en la reunión anual de accionistas de Apple celebrada en el Flint Auditorium; El ingeniero de Macintosh Andy Hertzfeld describió la escena como un "pandemónium". Jobs había dirigido el desarrollo de Macintosh desde 1981, cuando se hizo cargo del proyecto de los primeros empleados de Apple, Jef Raskin, quien concibió la computadora, y Wozniak, quien dirigió el diseño inicial y el desarrollo con Raskin, pero estaba en dejar durante este tiempo debido a un accidente aéreo a principios de ese año, lo que facilita que Jobs se haga cargo del programa. El Macintosh se basó en The Lisa (y en la interfaz gráfica de usuario controlada por mouse de Xerox PARC ), y fue ampliamente aclamado por los medios con fuertes ventas iniciales que lo respaldaron. Sin embargo, la velocidad de procesamiento lenta y el software limitado llevaron a una rápida disminución de las ventas en la segunda mitad de 1984.
El Macintosh fue demasiado radical para algunos, que lo etiquetaron como un mero "juguete". Debido a que la máquina se diseñó completamente en torno a la GUI, las aplicaciones existentes en modo texto y controladas por comandos tuvieron que ser rediseñadas y el código de programación reescrito; esta fue una tarea desafiante que muchos desarrolladores de software rehuyeron y resultó en una falta inicial de software para el nuevo sistema. En abril de 1984, MultiPlan de Microsoft migró desde MS-DOS, seguido de Microsoft Word en enero de 1985. En 1985, Lotus Software presentó Lotus Jazz después del éxito de Lotus 1-2-3 para IBM PC, aunque fue en gran medida un fracaso. Apple presentó Macintosh Office el mismo año con el anuncio de los lemmings, tristemente célebre por insultar a los clientes potenciales. No tuvo éxito.
Para una edición especial posterior a las elecciones de Newsweek en noviembre de 1984, Apple gastó más de 2,5 millones de dólares para comprar las 39 páginas publicitarias del número. Apple también realizó una promoción de "Prueba de manejo de una Macintosh", en la que los compradores potenciales con una tarjeta de crédito podían llevarse a casa una Macintosh durante 24 horas y luego devolverla a un distribuidor. Si bien participaron 200.000 personas, a los distribuidores no les gustó la promoción, la oferta de computadoras fue insuficiente para satisfacer la demanda y muchas fueron devueltas en tan mal estado que ya no pudieron venderse. Esta campaña de marketing hizo que el CEO John Sculley subiera el precio de US$1,995 (equivalente a $5,200 en 2021) a US$2,495 (equivalente a $6,500 en 2021). El Macintosh generó el concepto de evangelización de Mac, que fue iniciado por el empleado de Apple, y más tarde Apple Fellow, Guy Kawasaki.

### Jobs y Wozniak abandonan Apple
A principios de 1985, el fracaso de Macintosh para derrotar a la PC de IBM desencadenó una lucha de poder entre Jobs y el director ejecutivo John Sculley, quien había sido contratado dos años antes por Jobs usando la famosa línea, " ¿Quieres vender agua azucarada por el resto de tu vida o venir conmigo y cambiar el mundo?". Las visiones de Sculley y Jobs para la empresa diferían mucho. El primero favorecía las computadoras de arquitectura abierta como Apple II, vendidas a la educación, las pequeñas empresas y los mercados domésticos menos vulnerables a IBM. Jobs quería que la empresa se centrara en la arquitectura cerrada de Macintosh como alternativa comercial a la PC de IBM. El presidente y director ejecutivo Sculley tenía poco control sobre el presidente de la división Macintosh de Jobs; él y la división Apple II operaron como compañías separadas, duplicando servicios. Aunque sus productos proporcionaron el 85% de las ventas de Apple a principios de 1985, la reunión anual de enero de 1985 de la compañía no mencionó a la división Apple II ni a los empleados. Esto frustró a Wozniak, quien dejó un empleo activo en Apple a principios de ese mismo año para dedicarse a otras empresas, afirmando que la empresa "había ido en la dirección equivocada durante los últimos cinco años" y vendió la mayor parte de sus acciones. A pesar de estas quejas, Wozniak dejó la empresa de manera amistosa y, a partir de enero de 2018, continúa representando a Apple en eventos o en entrevistas, recibiendo un estipendio a lo largo de los años por este cargo estimado en 2006 en $ 120,000 por año. Wozniak también siguió siendo accionista de Apple después de su partida.
En abril de 1985, Sculley decidió destituir a Jobs como gerente general de la división Macintosh y obtuvo el apoyo unánime de la junta directiva de Apple. En lugar de someterse a la dirección de Sculley, Jobs intentó expulsarlo de su papel de liderazgo en Apple. Informado por Jean-Louis Gassée, Sculley descubrió que Jobs había estado intentando organizar un golpe y convocó una reunión ejecutiva de emergencia en la que el personal ejecutivo de Apple se puso del lado de Sculley y despojó a Jobs de todas las funciones operativas.

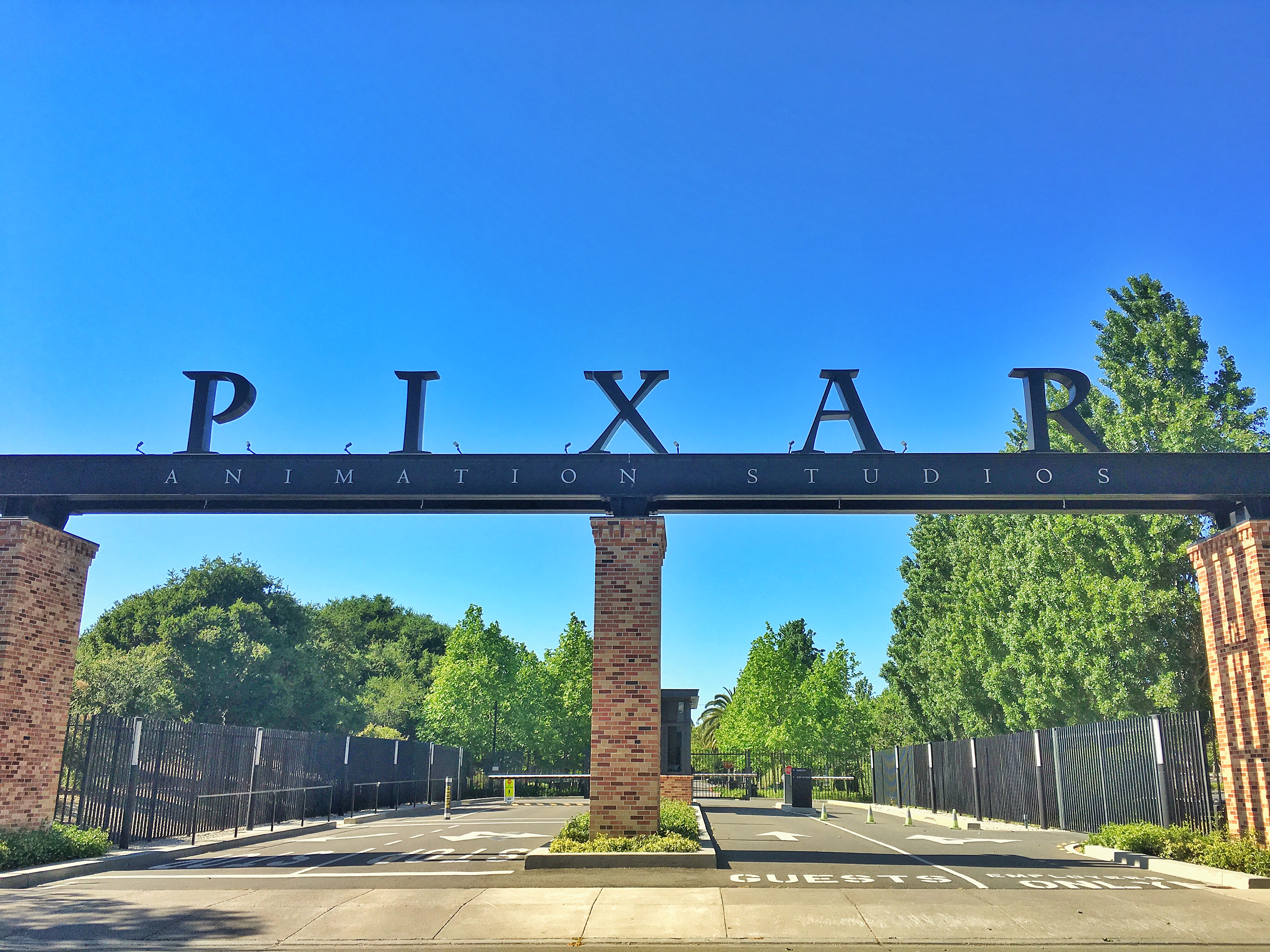
Sede de Pixar en Emeryville, California

Jobs, aunque asumió el cargo de presidente de la empresa, no tuvo influencia en la dirección de Apple y renunció en septiembre de 1985, llevándose consigo a varios empleados de Apple para fundar NeXT Inc. En una muestra de desafío por haber sido dejado de lado por Apple Computer, Jobs vendió todas menos una de sus 6.5 millones de acciones en la compañía por $70 millones. Luego, Jobs adquirió la casa de efectos visuales Pixar por $ 5 millones (equivalente a $12,400,000 en 2021). NeXT Inc. construyó computadoras con diseños futuristas y el sistema operativo NEXTSTEP derivado de UNIX. NeXTSTEP finalmente se convirtió en Mac OS X. Si bien no fue un éxito comercial, debido en parte a su alto precio, la computadora NeXT introdujo conceptos importantes en la historia de la computadora personal, incluida la plataforma inicial para Tim Berners-Lee. desarrollo de la World Wide Web.
Sculley reorganizó la empresa, unificando las ventas y el marketing en una división y las operaciones y el desarrollo de productos en otra. A pesar de las dificultades iniciales de marketing, la marca Macintosh finalmente fue un éxito para Apple, debido a la introducción de la autoedición (y más tarde la animación por computadora ) a través de la asociación de Apple con Adobe Systems, que introdujo la impresora láser y Adobe PageMaker. Macintosh se convirtió en la plataforma predeterminada para muchas industrias artísticas, incluidas el cine, la música, la publicidad y las publicaciones.

## 1985–1997: Sculley, Spindler, Amelio

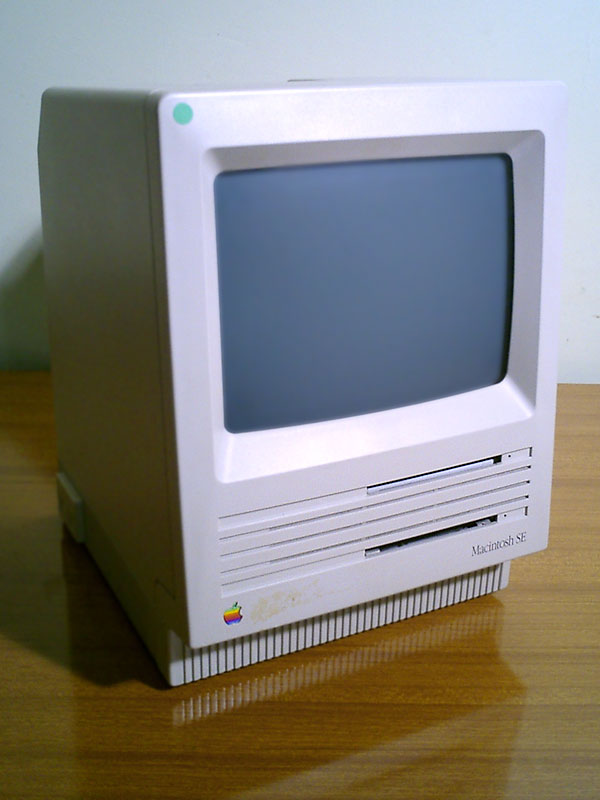
Macintosh SE

### Rendimiento corporativo
Bajo el liderazgo de John Sculley, Apple emitió su primer dividendo en acciones corporativas el 11 de mayo de 1987. Un mes después, el 16 de junio, las acciones de Apple se dividieron por primera vez en una división de 2:1. Apple mantuvo un dividendo trimestral con un rendimiento de alrededor del 0,3% hasta el 21 de noviembre de 1995. Entre marzo de 1988 y enero de 1989, Apple realizó cinco adquisiciones, incluidas las empresas de software Network Innovations, Styleware, Nashoba Systems, y Coral Software, así como la empresa de comunicaciones por satélite Orion Sistemas de red.
Apple continuó vendiendo ambas líneas de sus computadoras, la Apple II y la Macintosh. Unos meses después de presentar la Mac, Apple lanzó una versión compacta de la Apple II llamada Apple IIc. Y en 1986, Apple presentó el Apple IIGS, un Apple II posicionado como una especie de producto híbrido con un entorno operativo similar a Mac controlado por mouse. Incluso con el lanzamiento del primer Macintosh, las computadoras Apple II siguieron siendo la principal fuente de ingresos de Apple durante años.

### La familia Mac
Al mismo tiempo, la Mac se estaba convirtiendo en una familia de productos propia. El modelo original se convirtió en Mac Plus en 1986 y generó Mac SE y Mac II en 1987 y Mac Classic y Mac LC en 1990. Mientras tanto, Apple intentó sus primeros Mac portátiles: el fallido Macintosh Portable en 1989 y luego el PowerBook más popular en 1991, un producto histórico que estableció la forma moderna y el diseño ergonómico de la computadora portátil. Los productos populares y los ingresos crecientes hicieron que este fuera un buen momento para Apple. La revista MacAddict ha llamado de 1989 a 1991 la "primera edad de oro" de Macintosh.
El 19 de febrero de 1987, Apple registró el nombre de dominio "Apple.com", convirtiéndose en una de las primeras cien empresas en registrar una dirección .com en la naciente Internet.

### Principios-mediados de la década de 1990
A fines de la década de 1980, los rivales tecnológicos más feroces de Apple eran las plataformas Amiga y Atari ST. Pero las computadoras basadas en IBM PC eran mucho más populares que las tres, y en la década de 1990, finalmente tenían una GUI comparable gracias a Windows 3.0 y estaban superando a Apple.
La respuesta de Apple a la amenaza de las PC fue una profusión de nuevas líneas de Macintosh, incluidas Quadra, Centris y Performa . Estas nuevas líneas fueron mal comercializadas por lo que ahora era "posiblemente una de las empresas peor administradas de la industria". Había demasiados modelos, diferenciados por muy pequeñas graduaciones en las especificaciones técnicas. La profusión de números de modelo arbitrarios confundió a los consumidores y perjudicó la reputación de simplicidad de Apple. Los revendedores como Sears y CompUSA a menudo no pudieron vender o incluso exhibir de manera competente estas Mac. El inventario creció a medida que Apple subestimaba constantemente la demanda de modelos populares y sobrestimaba la demanda de otros.
En 1991, Apple se asoció con su antiguo competidor IBM y Motorola para formar la alianza AIM, con el objetivo final de crear una nueva plataforma informática revolucionaria, conocida como PReP, utilizando hardware de IBM y Motorola y software de Apple. Como primer paso, Apple inició la línea Power Macintosh en 1994, utilizando procesadores PowerPC de Motorola e IBM. La arquitectura RISC de estos procesadores difería sustancialmente de la serie Motorola 680X0 utilizada por las Mac anteriores. Se reescribieron partes del sistema operativo de Apple para permitir que algunos programas antiguos de Mac se ejecutaran en emulación en la serie PowerPC. Apple rechazó la oferta de IBM para comprar la compañía, pero luego buscó sin éxito otra oferta de IBM, y en un momento estuvo "a horas de distancia" de una adquisición por parte de Sun Microsystems.
En 1993, Apple lanzó Newton, uno de los primeros asistentes digitales personales (PDA).

### Necesidad de un nuevo sistema operativo
En 1994, Apple lanzó eWorld, un servicio en línea que proporciona correo electrónico, noticias y un sistema de tablón de anuncios para reemplazar a AppleLink. Fue cerrado en 1996.
En 1995, para lograr una mayor penetración en el mercado e ingresos adicionales, Apple comenzó oficialmente a otorgar licencias de Mac OS y Macintosh ROM a terceros fabricantes. Los "Clonintosh" compitieron con los propios Mac de Apple y redujeron las ventas de Apple. Apple tenía una participación de mercado de más del 10% hasta que Jobs fue recontratado en 1997 como director ejecutivo interino para reemplazar a Gil Amelio, y encontró una laguna para terminar el programa de licencias de Macintosh OS. La participación de mercado de Macintosh cayó a alrededor del 3%.
Durante los años 90, el "proyecto Pink" hizo que Apple e IBM colaboraran para desarrollar un nuevo sistema operativo, llamado Taligent para reemplazar el Sistema 7. Las luchas internas dieron como resultado que Apple abandonara el proyecto e IBM lo terminara. Apple comenzó el proyecto Copland, pero se vio afectado por el avance de las características y luego por el infierno del desarrollo debido a que el software planeado para Taligent se reelaboró para Copland. Finalmente, Copland fue desechado.
Con el proyecto Copland en desorden, Apple decidió que necesitaba adquirir el sistema operativo de otra empresa. Los candidatos considerados fueron Solaris de Sun y Windows NT. Hancock estaba a favor de Solaris, mientras que Amelio prefería Windows. Amelio llamó a Bill Gates, y Gates prometió que los ingenieros de Microsoft trasladarían QuickDraw a NT.

### Adquisición de NeXT
En 1996, la empresa NeXT en apuros superó la oferta BeOS de Be Inc. para vender su sistema operativo a Apple. El 20 de diciembre de 1996, Apple anunció que compraría NeXT y su sistema operativo NeXTstep por 429 millones de dólares y 1,5 millones de acciones de Apple. Esto hizo que Jobs volviera a la dirección de Apple por primera vez desde 1985, y la tecnología NeXT se convirtió en la base del sistema operativo Mac OS X.

## 1997-2001: el regreso de Apple

### El regreso de Steve Jobs
El 9 de julio de 1997, Gil Amelio fue destituido como director ejecutivo de Apple por la junta directiva. Fred D. Anderson fue el jefe de los directores a corto plazo y obtuvo capital de trabajo a corto plazo de los bancos en julio de 1997. En agosto de 1997, Jobs asumió el cargo de director ejecutivo interino para comenzar una reestructuración crítica de la línea de productos de la empresa. Finalmente se convirtió en director ejecutivo y ocupó ese cargo desde enero de 2000 hasta agosto de 2011. El 24 de agosto de 2011, Jobs renunció a su cargo como director ejecutivo de Apple antes de que su larga batalla contra el cáncer de páncreas le quitara la vida el 5 de octubre de 2011.
El 10 de noviembre de 1997, Apple presentó Apple Store, una tienda minorista en línea basada en el servidor de aplicaciones WebObjects que la empresa había adquirido con la compra de NeXT. El nuevo punto de venta directa estaba ligado a una nueva estrategia de fabricación bajo pedido.

### Trato con Microsoft
En la Macworld Expo de 1997, Jobs anunció que Apple comenzaría una asociación con Microsoft, con términos que incluían un compromiso de cinco años de Microsoft para lanzar Microsoft Office para Macintosh y una inversión de 150 millones de dólares en Apple. Se resolvió la disputa de larga data sobre si Windows infringía las patentes de Apple, e Internet Explorer se enviaría como el navegador predeterminado de Macintosh, y el usuario podría tener una preferencia. El presidente de Microsoft, Bill Gates, apareció en la pantalla explicando los planes para desarrollar el software de Mac y expresando su entusiasmo por ayudar a Apple a volver al éxito. Jobs se dirigió a la audiencia:

Si queremos avanzar y ver a Apple sana y próspera nuevamente, tenemos que dejar de lado algunas cosas aquí. Tenemos que dejar de lado esta noción de que para que Apple gane, Microsoft tiene que perder. Tenemos que adoptar la noción de que para que Apple gane, Apple tiene que hacer un muy buen trabajo. Y si otros nos van a ayudar, genial, porque necesitamos toda la ayuda que podamos obtener, y si metemos la pata y no hacemos un buen trabajo, no es culpa de otros, es culpa nuestra. Así que creo que es una perspectiva muy importante. Si queremos Microsoft Office en la Mac, es mejor que tratemos a la empresa que lo produce con un poco de gratitud; nos gustaría su software.

Entonces, la era de configurar esto como una competencia entre Apple y Microsoft ha terminado en lo que a mí respecta. Se trata de hacer que Apple sea saludable, se trata de que Apple sea capaz de hacer contribuciones increíblemente grandes a la industria y de volver a estar saludable y prosperar.

El día anterior al anuncio, Apple tenía una capitalización de mercado de 2460 millones de dólares y había finalizado el trimestre anterior con ingresos trimestrales de 1700 millones de dólares estadounidenses y reservas de efectivo de 1200 millones de dólares estadounidenses, lo que hace que la inversión sea de 150 millones de dólares estadounidenses. en gran medida simbólica. El director financiero de Apple, Fred Anderson, declaró que Apple usaría los fondos adicionales para invertir en sus mercados principales de educación y contenido creativo.

### iMac, iBook y Power Mac G4

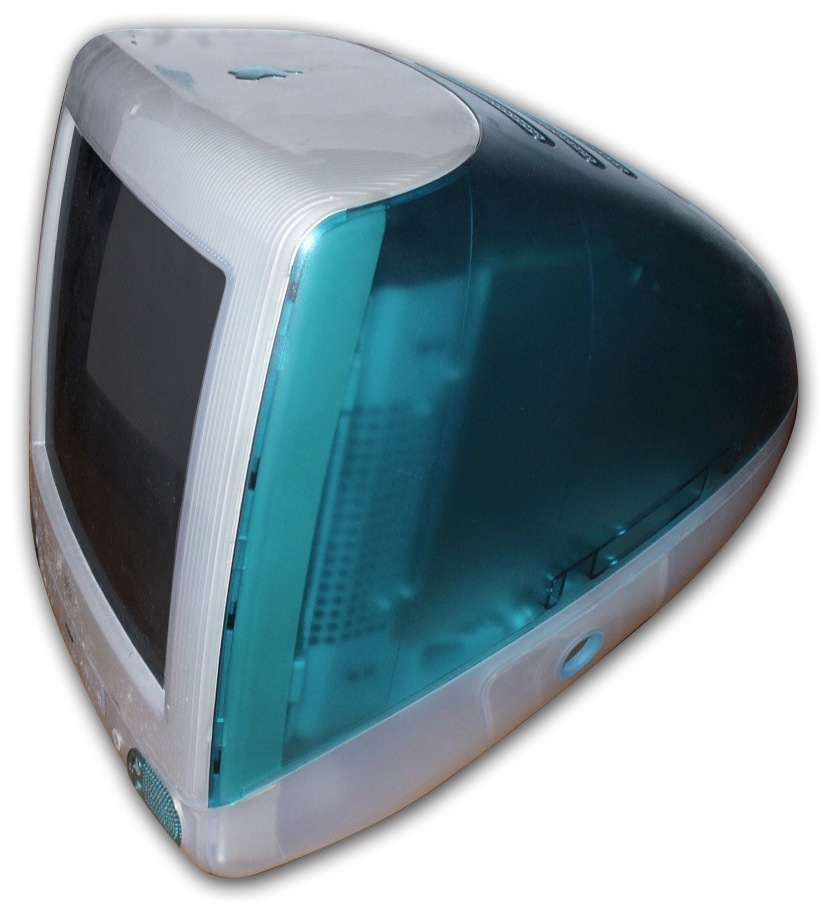
El iMac original (iMac G3)

Mientras descontinuaba la concesión de licencias de Apple de su sistema operativo a terceros fabricantes de computadoras, uno de los primeros movimientos de Jobs como nuevo director ejecutivo en funciones fue desarrollar el iMac, lo que le dio a Apple tiempo para reestructurarse. El iMac original integraba una pantalla CRT y una CPU en un cuerpo de plástico translúcido aerodinámico. La línea se convirtió en un éxito de ventas, moviendo alrededor de un millón de unidades cada año. Ayudó a volver a presentar Apple a los medios y al público y anunció el nuevo énfasis de la empresa en el diseño y la estética de sus productos.
En 1999, Apple presentó el Power Mac G4, que utilizaba el PowerPC 7400 fabricado por Motorola que contenía una unidad de instrucciones de 128 bits conocida como AltiVec, su línea de procesadores insignia. Apple presentó el iBook ese año, su primera computadora portátil orientada al consumidor, la primera Macintosh compatible con el uso de LAN inalámbrica a través de la tarjeta AirPort opcional. Basado en el estándar 802.11b, ayudó a popularizar la tecnología LAN inalámbrica para conectar computadoras a redes.

### Mac OS X

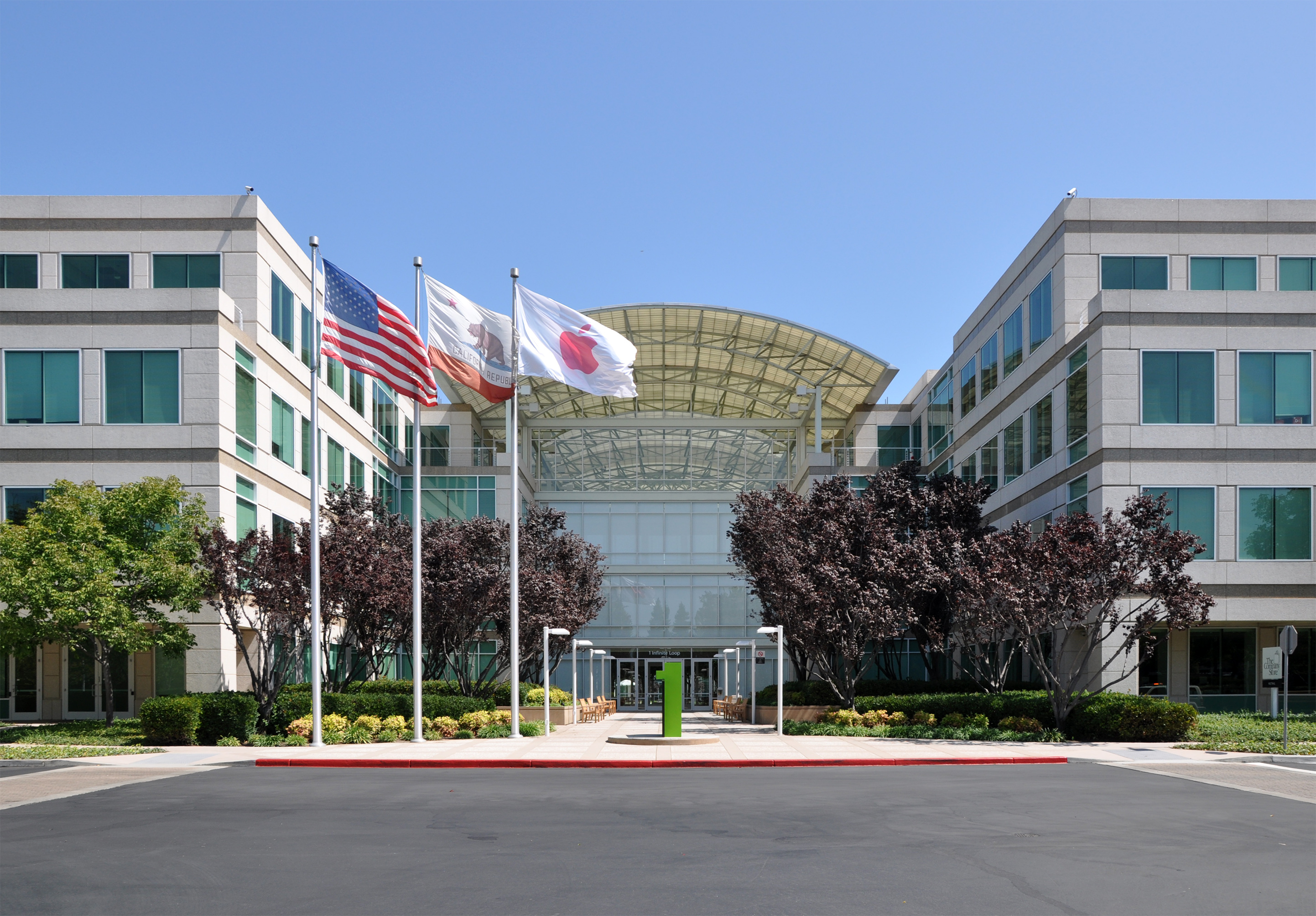
Sede de la empresa en Infinite Loop en Cupertino, California

En 2001, Apple presentó Mac OS X, un sistema operativo basado en NeXTSTEP de NeXT e incorporando partes del kernel de FreeBSD. Dirigido tanto a consumidores como a profesionales, Mac OS X combinó la estabilidad, confiabilidad y seguridad de Unix con la facilidad de una interfaz de usuario completamente revisada. Para ayudar a los usuarios en la transición, el nuevo sistema operativo permitió el uso de aplicaciones Mac OS 9 a través del entorno clásico. La API Carbon de Apple permitió a los desarrolladores adaptar el software Mac OS 9 para utilizar las funciones de Mac OS X.

### Tiendas minoristas
En mayo de 2001, después de mucha especulación, Apple anunció la apertura de una línea de tiendas minoristas de Apple, que se ubicarán en los principales mercados de compra de computadoras de EE. UU. Las tiendas se diseñaron con dos propósitos principales: detener la marea de la participación decreciente de Apple en el mercado de las computadoras y responder a la mala comercialización de los productos de Apple en los puntos de venta minoristas de terceros.

## 2001-2007: iPods, iTunes Store, transición de Intel

### iPod

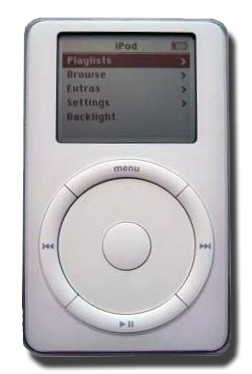
Un iPod de segunda generación

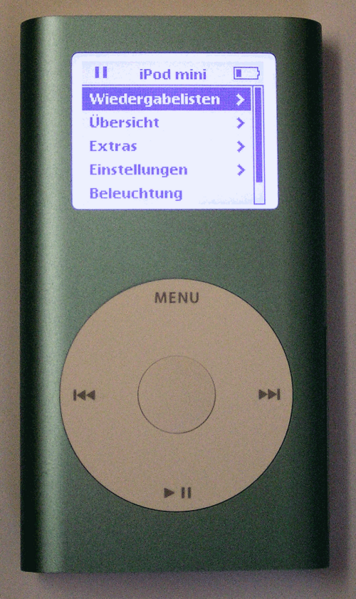
iPod Mini con la UI (interfaz de usuario) configurada en alemán

En octubre de 2001, Apple presentó su primer reproductor de audio digital portátil iPod. Luego, el iPod comenzó como un reproductor de 5 gigabytes capaz de almacenar alrededor de 1000 canciones. Desde entonces, se ha convertido en una serie de productos que incluyen el Mini (descontinuado), el iPod Touch (descontinuado), el Shuffle (descontinuado), el iPod Classic (descontinuado), el Nano (descontinuado), el iPhone y el iPad. Desde marzo de 2011, la mayor capacidad de almacenamiento de un iPod ha sido de 160 gigabytes. Hablando con los desarrolladores de software el 6 de junio de 2005, Jobs dijo que la participación de la compañía en todo el mercado de dispositivos portátiles de música era del 76%.
El iPod dio un enorme impulso a los resultados financieros de Apple. En el trimestre que finalizó el 26 de marzo de 2005, Apple ganó 290 millones de dólares estadounidenses, o 34 centavos por acción, sobre ventas de 3240 millones de dólares estadounidenses. El año anterior, en el mismo trimestre, Apple ganó solo 46 millones de dólares, o 6 centavos por acción, con ingresos de 1910 millones de dólares.

### Pasando de los plásticos de colores al PowerPC G3
A principios de 2002, Apple presentó un iMac completamente rediseñado, que usaba el procesador G4 y la pantalla LCD. El nuevo diseño del iMac G4 tenía una base hemisférica blanca y una pantalla plana totalmente digital sostenida por un cuello cromado giratorio. Después de varias iteraciones aumentando la velocidad de procesamiento y los tamaños de pantalla de 15" a 17" a 20", el iMac G4 fue descontinuado y reemplazado por el iMac G5 en el verano de 2004.
Más tarde, en 2002, Apple lanzó el servidor montado en bastidor Xserve 1U. Originalmente con dos chips G4, el Xserve era inusual para Apple de dos maneras. Representó un serio esfuerzo por ingresar al mercado de las computadoras empresariales y era más barato que las máquinas similares de la competencia. Esto se debió en gran parte a las unidades Fast ATA en comparación con las unidades de disco duro SCSI utilizadas en los servidores tradicionales montados en rack. Más tarde, Apple lanzó el Xserve RAID, un RAID de 14 unidades que nuevamente era más económico que los sistemas de la competencia.
A mediados de 2003, Jobs lanzó el Power Mac G5, basado en el procesador G5 de IBM. Su chasis de aluminio anodizado totalmente metálico terminó la transición de Apple lejos de los plásticos de colores en sus computadoras. Apple afirma que esta fue la primera computadora de 64 bits vendida al público en general. El Power Mac G5 fue utilizado por Virginia Tech para construir su clúster de supercomputación System X prototipo, que en ese momento se consideraba la tercera supercomputadora más rápida del mundo. Su construcción costó solo 5,2 millones de dólares, mucho menos que la supercomputadora número 3 anterior y otras supercomputadoras clasificadas. Los Xserve de Apple también se actualizaron para usar el G5. Reemplazaron a las máquinas Power Mac G5 como el bloque de construcción principal del System X de Virginia Tech, que fue clasificada en noviembre de 2004 como la séptima supercomputadora más rápida del mundo.
Un nuevo iMac basado en el procesador G5 se presentó el 31 de agosto de 2004 y estuvo disponible a mediados de septiembre. Este modelo prescindió por completo de la base, colocando la CPU y el resto del hardware informático detrás de la pantalla plana, que está suspendida de un pie de aluminio aerodinámico. Esta nueva iMac, llamada iMac G5, era la "computadora de escritorio más delgada del mundo", midiendo alrededor de dos pulgadas (alrededor de 5 centímetros).
2004 fue un punto de inflexión para Apple. Después de crear una base financiera considerable para trabajar, la empresa comenzó a experimentar con nuevas piezas de nuevos proveedores. Apple pudo producir nuevos diseños rápidamente y lanzó el iPod Video, luego el iPod Classic y, finalmente, el iPod touch y el iPhone.
El 29 de abril de 2005, Apple lanzó Mac OS X v10.4 "Tiger".
Los exitosos PowerBook e iBook de Apple se basaron en la arquitectura G4 de la generación anterior producida por Freescale Semiconductor, un spin-off de Motorola. Los ingenieros de IBM lograron cierto éxito al hacer que su procesador PowerPC G5 consumiera menos energía y funcionara a menor temperatura, pero no lo suficiente para funcionar en los formatos iBook o PowerBook. En octubre de 2005, Apple lanzó el Power Mac G5 Dual con un procesador de doble núcleo: dos núcleos en uno en lugar de dos procesadores separados. El Power Mac G5 Quad utiliza dos procesadores de doble núcleo. Los núcleos duales de Power Mac G5 se ejecutan individualmente en 2.0 GHz o 2,3 GHz. Los núcleos cuádruples de Power Mac G5 funcionan individualmente a 2,5 GHz, y todas las variaciones tienen un procesador de gráficos con un ancho de banda de memoria de 256 bits.

### Expansión de tiendas minoristas
Inicialmente, las Apple Store estaban solo en los Estados Unidos, pero a fines de 2003, Apple abrió su primera Apple Store en el extranjero, en el distrito Ginza de Tokio. Le siguió una tienda en Osaka, Japón, en agosto de 2004. En 2005, Apple abrió tiendas en Nagoya, el distrito de Shibuya de Tokio, Fukuoka y Sendai . Se abrió una tienda en Sapporo en 2006. La primera tienda europea de Apple abrió en Londres, en Regent Street, en noviembre de 2004. En abril de 2005 se inauguró una tienda en el centro comercial Bullring de Birmingham y en julio de 2005 se inauguró el centro comercial Bluewater en Dartford, Kent. Apple abrió su primera tienda en Canadá a mediados de 2005 en el centro comercial Yorkdale en North York, Toronto . Más tarde, en 2005, Apple abrió Meadowhall Store en Sheffield y Trafford Centre Store en Mánchester, Reino Unido. Las adiciones posteriores en el área de Londres incluyen Brent Cross (enero de 2006), Westfield en Shepherd's Bush (septiembre de 2008) y Covent Garden (agosto de 2010), que en 40 000 pies cuadrados (3716,1 m²) era, a partir de 2015, la Apple Store más grande del mundo.
Apple abrió varias "mini" tiendas en octubre de 2004 para capturar mercados donde la demanda no dicta necesariamente una tienda a gran escala. La primera de estas tiendas se abrió en Stanford Shopping Center en Palo Alto, California. Estas tiendas son solo la mitad de los pies cuadrados de la tienda normal más pequeña.

### Apple y los servicios web
En 2000, Apple presentó iTools, un conjunto de herramientas gratuitas basadas en la web que incluían una cuenta de correo electrónico, tarjetas de felicitación de Internet llamadas iCards, un servicio de revisión de sitios web llamado iReview y "KidSafe", para evitar que los niños naveguen por sitios web inapropiados. Los dos últimos servicios fueron cancelados por falta de éxito. Las iCards y el correo electrónico se integraron en Apple. El servicio por suscripción de Mac se presentó en 2002 y se suspendió a mediados de 2008 para dar paso a MobileMe, coincidiendo con el lanzamiento del iPhone 3G. MobileMe, con la misma suscripción anual de US$99.00 que su predecesor dotMac, incluía servicios "push" para enviar instantánea y automáticamente correos electrónicos, contactos y actualizaciones de calendario directamente a los iPhone de los usuarios. La controversia en torno al lanzamiento de MobileMe resultó en tiempo de inactividad y una ventana de lanzamiento significativamente más larga. Apple amplió las suscripciones existentes de MobileMe por 30 días sin cargo. En el evento WWDC en junio de 2011, Apple anunció iCloud, manteniendo la mayoría de los servicios de MobileMe pero eliminando iDisk, Gallery e iWeb. Agregó Find my Mac, iTunes Match, Photo Stream, Documents & Data Backup y iCloud backup para dispositivos iOS. El servicio requiere iOS 5 y OS X 10.7 Lion.

### iTunes Store
iTunes Music Store se lanzó en abril de 2003, con 2 millones de descargas en los primeros 16 días. La música se compró a través de la aplicación iTunes, que inicialmente era solo para Macintosh; en octubre de 2003, se agregó soporte para Windows. Inicialmente, la tienda de música solo estaba disponible en los Estados Unidos debido a restricciones de licencia.
En junio de 2004, Apple abrió su iTunes Music Store en el Reino Unido, Francia y Alemania. Se abrió una versión para la Unión Europea en octubre de 2004, pero inicialmente no estaba disponible en la República de Irlanda debido a la intransigencia de la Asociación Irlandesa de Música Grabada (IRMA), pero se abrió allí unos meses después, el jueves 6 de enero de 2005. Una versión para Canadá se abrió en diciembre de 2004. El 10 de mayo de 2005, iTunes Music Store se expandió a Dinamarca, Noruega, Suecia y Suiza.
El 16 de diciembre de 2004, Apple vendió su canción número 200 millones en iTunes Music Store a Ryan Alekman de Belchertown, Massachusetts . La descarga fue The Complete U2, de U2. Poco menos de tres meses después, Apple vendió su canción número 300 millones el 2 de marzo de 2005. El 17 de julio de 2005, iTunes Music Store vendió su canción número 500 millones. En ese momento, las canciones se vendían a una tasa anualizada acelerada de más de 500 millones.
El 25 de octubre de 2005, iTunes Store se puso en marcha en Australia, con canciones que se vendían a 1,69 dólares australianos cada una, álbumes a (generalmente) 16,99 dólares australianos y videos musicales y cortometrajes de Pixar a 3,39 dólares australianos. Antes de que se cerrara la brecha, las personas en Nueva Zelanda pudieron comprar música brevemente en la tienda australiana.
El 23 de febrero de 2006, iTunes Music Store vendió su canción número mil millones.
iTunes Music Store cambió su nombre a iTunes Store el 12 de septiembre de 2006, cuando comenzó a ofrecer a la venta contenido de video (programas de televisión y películas). Desde el inicio de iTunes, ha vendido más de 2000 millones de canciones, 1200 millones de las cuales se vendieron en 2006. Desde que se agregó el contenido descargable de TV y películas, se han descargado 50 millones de episodios de TV y 1,3 millones de películas.
A principios de 2010, Apple celebró la canción número 10.000 millones descargada de iTunes Music Store.

### Transición de Intel
En un discurso de apertura el 6 de junio de 2005, Jobs anunció que Apple produciría computadoras Macintosh basadas en Intel a partir de 2006. Jobs confirmó los rumores de que la compañía había estado produciendo en secreto versiones de Mac OS X para procesadores PowerPC e Intel durante los últimos 5 años, y que la transición a los sistemas de procesador Intel duraría hasta finales de 2007. Los rumores de compatibilidad multiplataforma habían sido estimulados por el hecho de que Mac OS X se basa en OPENSTEP, un sistema operativo que estaba disponible para muchas plataformas. El propio Darwin de Apple, la base de código abierto de Mac OS X, también estaba disponible para la arquitectura x86 de Intel.
El 10 de enero de 2006, se introdujeron el iMac y el MacBook Pro basados en Intel, basados en la plataforma Intel Core Duo. Vinieron junto con la noticia de que Apple completaría la transición a los procesadores Intel en todo el hardware a finales de 2006, un año antes de lo previsto originalmente.

## 2007–2011: Apple Inc., iPhone, iOS, iPad
El 9 de enero de 2007, Apple Computer, Inc. acortó su nombre a simplemente Apple Inc. En su discurso de apertura de la Macworld Expo, Jobs explicó que con su combinación de productos actual que consiste en el iPod y Apple TV, así como su marca Macintosh, Apple realmente ya no era solo una compañía de computadoras. En la misma dirección, Jobs reveló un producto que revolucionaría una industria en la que Apple nunca antes había competido: el Apple iPhone. El iPhone combinó el primer iPod de pantalla ancha de Apple con el primer dispositivo móvil del mundo con correo de voz visual y un comunicador de Internet capaz de ejecutar una versión totalmente funcional del navegador web de Apple, Safari, en el entonces llamado iPhone OS (más tarde rebautizado como iOS).

### Evolución de iOS: iPhone y iPad
La primera versión del iPhone estuvo disponible públicamente el 29 de junio de 2007 en países/mercados seleccionados. Pasaron otros 12 meses antes de que el iPhone 3G estuviera disponible el 11 de julio de 2008. Apple anunció el iPhone 3GS el 8 de junio de 2009, junto con planes para lanzarlo más adelante en junio, julio y agosto, comenzando con EE. UU., Canadá y los principales países europeos el 19 de junio. Este ciclo de iteración de 12 meses ha continuado con la llegada del modelo de iPhone 4 de manera similar en 2010, un modelo de Verizon fue lanzado en febrero de 2011 y un modelo de Sprint en octubre de 2011, poco después de la muerte de Jobs.
El 10 de febrero de 2011, el iPhone 4 estuvo disponible tanto en Verizon Wireless como en AT&T. Ahora dos tipos de iPod son multitáctiles: el iPod nano y el iPod touch, un gran avance tecnológico. Apple TV actualmente tiene un modelo de segunda generación, que es 4 veces más pequeño que el Apple TV original. Apple también se ha vuelto inalámbrico, vendiendo un panel táctil, un teclado, un mouse y un disco duro externo inalámbricos. Los accesorios con cable todavía están disponibles.
El iPad de Apple se anunció el 27 de enero de 2010, y la disponibilidad minorista comenzó en abril y creció sistemáticamente en los mercados a lo largo de 2010. El iPad encaja en la línea de productos iOS de Apple, siendo el doble del tamaño de pantalla de un iPhone sin las capacidades del teléfono. Si bien hubo temores iniciales de canibalización de productos, los resultados financieros del año fiscal 2010 publicados en enero de 2011 incluyeron comentarios sobre un efecto de 'halo' inverso, en el que las ventas de iPad llevaron a un aumento de las ventas de iMacs y MacBooks.

### Resurgimiento en comparación con Microsoft
Desde 2005, los ingresos, las ganancias y el precio de las acciones de Apple han crecido significativamente. El 26 de mayo de 2010, el valor bursátil de Apple superó al de Microsoft, y los ingresos de Apple superaron a los de Microsoft en el tercer trimestre de 2010. Después de dar sus resultados para el primer trimestre de 2011, las ganancias netas de Microsoft de $5,200 millones fueron menores para el trimestre que las de Apple, que obtuvo $6,000 millones en ganancias netas para el trimestre. El anuncio de ganancias de las empresas a fines de abril marcó la primera vez en 20 años que las ganancias de Microsoft habían sido más bajas que las de Apple, una situación descrita por Ars Technica como "inimaginable hace una década".
The Guardian informó que una de las razones del cambio fue que el software para PC, donde domina Microsoft, se ha vuelto menos importante en comparación con los mercados de tabletas y teléfonos inteligentes, donde Apple tiene una fuerte presencia. Una de las razones de esto fue una caída sorpresiva en las ventas de PC en el trimestre. Otro problema para Microsoft fue que su negocio de búsqueda en línea había perdido mucho dinero, con una pérdida de $700 millones en el primer trimestre de 2010.

## 2011-2020: reestructuración y Apple Watch
El 2 de marzo de 2011, Apple presentó el modelo de segunda generación del iPad, el iPad 2. Al igual que el iPod Touch y el iPhone de cuarta generación, el iPad 2 viene con una cámara frontal y una cámara trasera, junto con tres nuevas aplicaciones que utilizan estas nuevas funciones: Camera, FaceTime y Photo Booth.
El 24 de agosto de 2011, Jobs renunció a su cargo de director general y Tim Cook ocupó su lugar. El 29 de octubre de 2012, Apple anunció cambios estructurales para aumentar la colaboración entre hardware, software y servicios. Esto implicó la salida de Scott Forstall, responsable del lanzamiento de iOS (iPhone OS en el momento del lanzamiento), quien fue reemplazado por Craig Federighi como jefe de los equipos de iOS y OS X. Jony Ive se convirtió en jefe de HI (interfaz humana), mientras que Eddy Cue fue anunciado como jefe de servicios en línea, incluidos Siri y Maps. La diferencia a corto plazo más notable de esta reestructuración fue el lanzamiento de iOS 7, la primera versión del sistema operativo en usar un diseño drásticamente diferente a sus predecesores, encabezado por Jony Ive, seguido de OS X Yosemite un año después con un diseño similar.
Durante este tiempo, Apple lanzó el iPhone 5, el primer iPhone en tener una pantalla mayor a 3.5", el iPod Touch 5 con una pantalla de 4", el iPhone 5S con tecnología de escaneo de huellas dactilares en forma de Touch ID, y iPhone 6 y iPhone 6 Plus, con pantallas de 4,7" y 5,5". Lanzaron el iPad de tercera generación con Retina Display, seguido por el iPad de cuarta generación solo medio año después. El iPad Mini se anunció junto con el iPad de 4.ª generación y fue el primero en presentar una pantalla más pequeña de 9,7". A esto le siguió el iPad Mini 2 con Retina Display en 2013, junto con el iPad Air, una continuación de la gama original de iPad de 9,7", seguida posteriormente por el iPad Air 2 con Touch ID en 2014. Apple lanzó varias actualizaciones importantes de Mac, incluida la MacBook Pro con Retina Display, mientras descontinuaba la gama MacBook original por un período breve, antes de volver a presentarla en 2015 con varias características nuevas, una pantalla Retina y un nuevo diseño que implementó USB- C, mientras elimina todos los demás puertos. El Mac Pro y el iMac se actualizaron con más potencia y un perfil drásticamente más pequeño y delgado.
El 25 de noviembre de 2013, Apple adquirió una empresa llamada PrimeSense. El 28 de mayo de 2014, Apple adquirió Beats Electronics, productores de la popular gama de auriculares y altavoces Beats by Dre, así como el servicio de transmisión Beats Music.
El 9 de septiembre de 2014, Apple anunció el Apple Watch, la primera nueva gama de productos desde la salida de Jobs. El producto no puede funcionar más allá de las funciones básicas sin estar dentro del alcance de Bluetooth o WiFi de un iPhone y contiene aplicaciones básicas (muchas actúan como un control remoto para otros dispositivos, como un control remoto de música o un control para un Apple TV) y seguimiento del estado físico. El Apple Watch recibió críticas mixtas, y los críticos sugirieron que, si bien el dispositivo parecía prometedor, carecía de un propósito claro, similar a muchos de los dispositivos que ya están en el mercado. El Apple Watch fue lanzado el 24 de abril de 2015.
El 9 de septiembre de 2015, Apple anunció el iPhone 6S y el iPhone 6S Plus con 3D Touch, el iPad Pro y el Apple TV de cuarta generación, junto con el iPad Mini de cuarta generación. El 21 de marzo de 2016, Apple anunció el iPhone SE de primera generación y el iPad Pro más pequeño.
El 7 de septiembre de 2016, Apple anunció el iPhone 7 y el iPhone 7 Plus con una cámara mejorada y un procesador más rápido que la generación anterior. El iPhone 7 y el iPhone 7 Plus tienen altas opciones de almacenamiento. El 27 de octubre de 2016, Apple anunció la nueva MacBook Pro de 13 y 15 pulgadas con retina Touch Bar. El 21 de marzo de 2017, Apple anunció el iPad (2017). Este es el sucesor del iPad Air 2, equipado con un procesador más rápido y tiene un precio inicial de $329. Apple también anunció el (Producto)RED iPhone 7 y iPhone 7 Plus.
El 5 de junio de 2017, Apple anunció iOS 11, así como nuevas versiones de macOS, watchOS y tvOS. Se lanzaron versiones actualizadas de iMac, MacBook Pro y MacBook, junto con el iPad Pro de 10,5 y 12,9 pulgadas, y "HomePod", un altavoz Siri similar al Amazon Echo.
El 12 de septiembre de 2017, en el Teatro Steve Jobs, Apple presentó el iPhone 8 y el iPhone 8 Plus con mejores funciones de cámara, más mejoras en el diseño del producto, la experiencia del usuario, el rendimiento y más, y anunció el iPhone X con tecnología de reconocimiento facial e inalámbrico. cargando Apple anunció el Apple TV 4K con experiencia 4K, HDR y Dolby Vision, y el Apple Watch Series 3, que admite una conexión celular y ejecuta watchOS 4.
El 12 de septiembre de 2018, en el Teatro Steve Jobs, Apple presentó el iPhone XS, iPhone XS Max y iPhone XR, con iOS 12, con reconocimiento facial mejorado y HDR en la pantalla, así como mejores cámaras para los 3 teléfonos. También anunciaron el Apple Watch Series 4, con watchOS 5, con un diseño completamente nuevo y una pantalla más grande, así como muchas más funciones relacionadas con la salud.
En 2018, Bloomberg News informó que, ya en 2015, una unidad especializada del Ejército Popular de Liberación de China comenzó a insertar chips en los servidores de Supermicro que permitían el acceso a ellos por la puerta trasera. Según los informes, aproximadamente 30 empresas vieron comprometidos sus servidores a través de los chips, incluida Apple Inc.
El 20 de septiembre de 2019, se presentaron el iPhone 11, el iPhone 11 Pro y el iPhone 11 Pro Max. El iPhone 11 Pro fue el primer iPhone en presentar tres cámaras.

## 2020-presente: 5G y silicio de Apple
En junio de 2020, en la primera WWDC virtual, el director ejecutivo Tim Cook anunció la transición de los procesadores Intel al silicio de Apple en las Mac.
En septiembre de 2020 se presentaron los iPhone 12, 12 Pro y 12 Pro Max, siendo los primeros iPhone compatibles con 5G.
En noviembre de 2020 se lanzaron los primeros Mac con silicio de Apple. El Mac mini, el MacBook Air y el MacBook Pro presentaban el chip M1 de Apple, basado en el chip A14 Bionic anterior.
En abril de 2021, se lanzó el iPad con tecnología M1, junto con un nuevo iMac con tecnología M1 ofrecido en 7 colores, recordando los iMac ofrecidos en 5 colores anunciados en 1999. Apple lanzó un iPhone 12 en color púrpura y un dispositivo de rastreo GPS llamado AirTag que utiliza la red de dispositivos Find My de Apple.
En 2021 y 2022, Apple repitió su patrón de presentar cuatro nuevos iPhones en septiembre, con las líneas iPhone 13 y iPhone 13 Pro de 2021 y las líneas iPhone 14 y iPhone 14 Pro de 2022, con el iPhone 14 Pro abandonando la muesca que contiene los sensores para un " isla dinámica" que deja espacio entre el borde superior de la pantalla y los sensores para Face ID. En 2022, Apple anunció las primeras Mac con el chip M2 de Apple y una nueva subserie de Apple Watch con mayor rendimiento para actividades al aire libre llamada Apple Watch Ultra.

## Historial financiero
Como las reservas de efectivo aumentaron significativamente en 2006, Apple creó Braeburn Capital el 6 de abril de 2006 para administrar sus activos.
| Financial period | Net sales (million USD) | Net profits (million USD) | Revenue growth | Return on net sales |
| ---------------- | ----------------------- | ------------------------- | -------------- | ------------------- |
| FY 1977          | 0.773                   | n/a                       | ---            | ---                 |
| FY 1978          | 7.856                   | 0.793                     | 920%           | 10%                 |
| FY 1979          | 47.867                  | 5.073                     | 508%           | 11%                 |
| FY 1980          | 117.126                 | 11.698                    | 146%           | 10%                 |
| FY 1981          | 335                     | 39.420                    | 184%           | 12%                 |
| FY 1982          | 583                     | 61                        | 74%            | 10%                 |
| FY 1983          | 983                     | 77                        | 69%            | 8%                  |
| FY 1984          | 1,516                   | 64                        | 54%            | 4%                  |
| FY 1985          | 1,918                   | 61                        | 27%            | 3%                  |
| FY 1986          | 1,902                   | 154                       | -1%            | 8%                  |
| FY 1987          | 2,661                   | 218                       | 40%            | 8%                  |
| FY 1988          | 4,071                   | 400                       | 53%            | 10%                 |
| FY 1989          | 5,284                   | 454                       | 30%            | 9%                  |
| FY 1990          | 5,558                   | 475                       | 5%             | 9%                  |
| FY 1991          | 6,309                   | 310                       | 12%            | 5%                  |
| FY 1992          | 7,087                   | 530                       | 12%            | 7%                  |
| FY 1993          | 7,977                   | 87                        | 13%            | 1%                  |
| FY 1994          | 9,189                   | 310                       | 15%            | 3%                  |
| FY 1995          | 11,062                  | 424                       | 20%            | 4%                  |
| FY 1996          | 9,833                   | -816                      | -11%           | -8%                 |
| FY 1997          | 7,081                   | -1,045                    | -28%           | -15%                |
| FY 1998          | 5,941                   | 309                       | -16%           | 5%                  |
| FY 1999          | 6,134                   | 601                       | 3%             | 10%                 |
| FY 2000          | 7,983                   | 786                       | 30%            | 10%                 |
| FY 2001          | 5,363                   | -37                       | -33%           | -1%                 |
| FY 2002          | 5,724                   | 65                        | 7%             | 1%                  |
| FY 2003          | 6,207                   | 57                        | 8%             | 1%                  |
| FY 2004          | 8,279                   | 266                       | 33%            | 3%                  |
| FY 2005          | 13,931                  | 1,328                     | 68%            | 10%                 |
| FY 2006          | 19,315                  | 1,989                     | 39%            | 10%                 |
| FY 2007          | 24,006                  | 3,496                     | 24%            | 15%                 |
| FY 2008          | 32,479                  | 4,834                     | 35%            | 15%                 |
| FY 2009          | 42,905                  | 8,235                     | 32%            | 19%                 |
| FY 2010          | 65,225                  | 14,013                    | 52%            | 21%                 |
| FY 2011          | 108,249                 | 25,922                    | 66%            | 24%                 |
| FY 2012          | 156,508                 | 41,733                    | 45%            | 27%                 |
| FY 2013          | 170,910                 | 37,037                    | 9%             | 22%                 |
| FY 2014          | 182,795                 | 39,510                    | 7%             | 22%                 |
| FY 2015          | 233,715                 | 53,394                    | 28%            | 23%                 |
| FY 2016          | 215,639                 | 45,687                    | -8%            | 21%                 |
| FY 2017          | 229,234                 |                           |                |                     |
| FY 2018          | 265,595                 | 59,531                    | 15%            | _                   |

### Acción
'AAPL' es el símbolo bursátil bajo el cual Apple Inc. cotiza en el mercado de valores NASDAQ. Apple originalmente salió a bolsa el 12 de diciembre de 1980, con una oferta pública inicial de US$22,00 por acción. La acción se dividió 2 por 1 tres veces el 15 de junio de 1987, el 21 de junio de 2000 y el 28 de febrero de 2005. Apple inicialmente pagó dividendos desde el 15 de junio de 1987 hasta el 15 de diciembre de 1995. El 19 de marzo de 2012, Apple anunció que nuevamente comenzaría a pagar un dividendo de $ 2.65 por trimestre (a partir del trimestre que comienza en julio de 2012) junto con una recompra de acciones de $ 10 mil millones que comenzaría el 30 de septiembre de 2012, el comienzo de su año fiscal. Año 2013.
Gene Munster y Michael Olson de Piper Jaffray son los principales analistas que rastrean las acciones de Apple. Piper Jaffray estima anualmente las acciones y los ingresos futuros de Apple, y lo ha estado haciendo durante varios años.

## Cronología de los productos de Apple Inc.
| Cronología de los productos de Apple Inc. |
| ----------------------------------------- |
|                                           |

## Otras lecturas
- Edwards, Jim. Estas imágenes de los primeros empleados de Apple son absolutamente maravillosas - Business Insider, 26 de diciembre de 2013. Contiene fotos antiguas de los primeros días de Apple.
- Apple Inc. | Documentación completa desde 1976. Estas fotos de los primeros empleados de Apple son absolutamente maravillosas
- Gruman, Galen; Jim Heid (Feb 1994). «Macintosh Innovation». MacWorld: 86-98.

Video
- «Why Apple Lags Behind Samsung And Xiaomi In India». CNBC. 29 de enero de 2019. Archivado desde el original el 19 de marzo de 2023. Consultado el 19 de marzo de 2023.